# Dolbenmaen
Dolbenmaen ist eine Ortschaft und Community im County Gwynedd, Wales, die wie auch Criccieth ein Zentrum des früheren Cantrefs Eifionydd war. Im Jahr 1239 endete die Funktion als Hauptort des Cantrefs.
Die Großgemeinde umfasst außer Dolbenmaen noch sieben andere Orte und hat 1.173 Einwohner (Census von 2022). Zwischen Dolbenmaen und Beddgelert liegt der Berg Moel Hebog im Snowdonia-Nationalpark.

## Bildergalerie

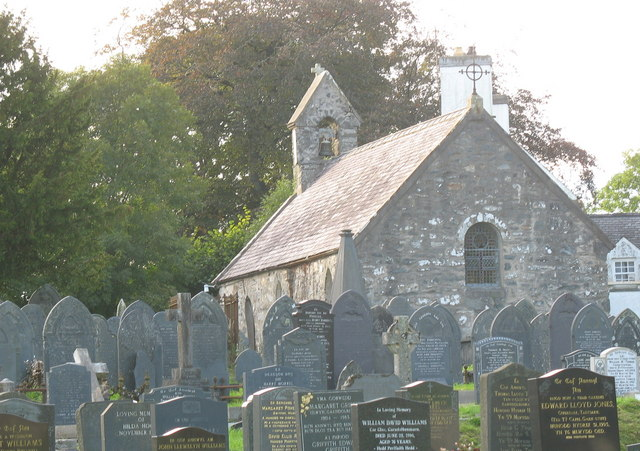
Kirche und Friedhof
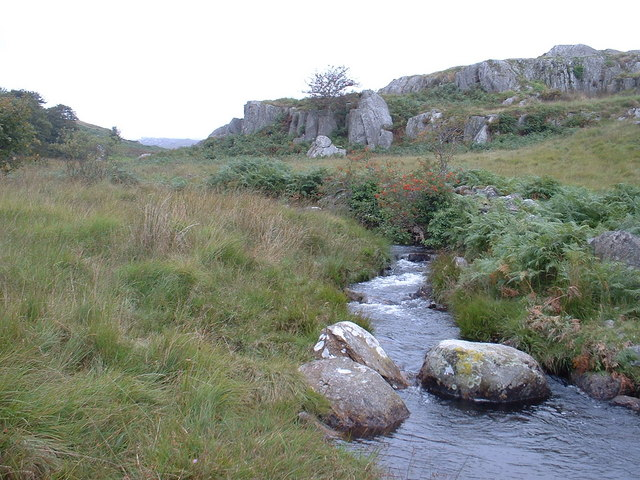
Trittsteine über den Carrog
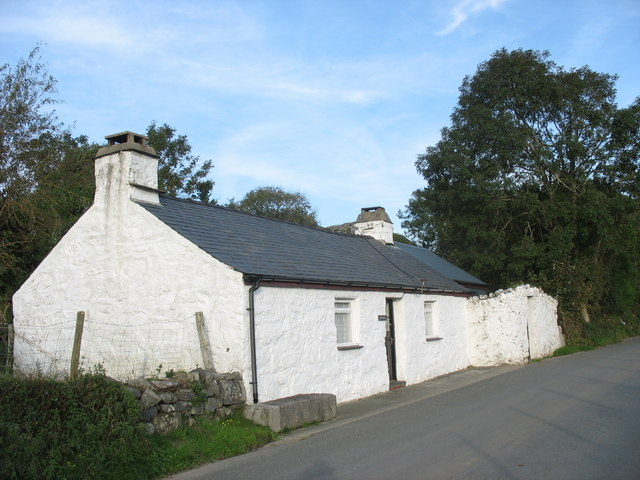
Bod Hyfryd Cottage
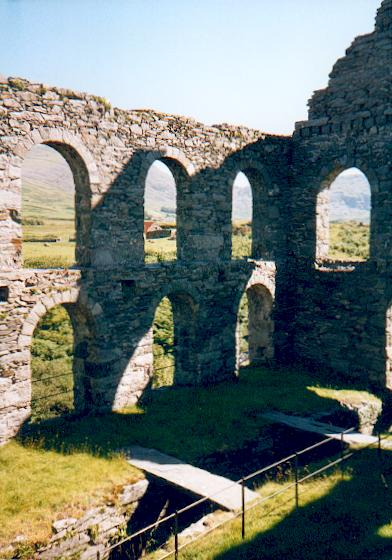
Ruine eines Schieferwerkes
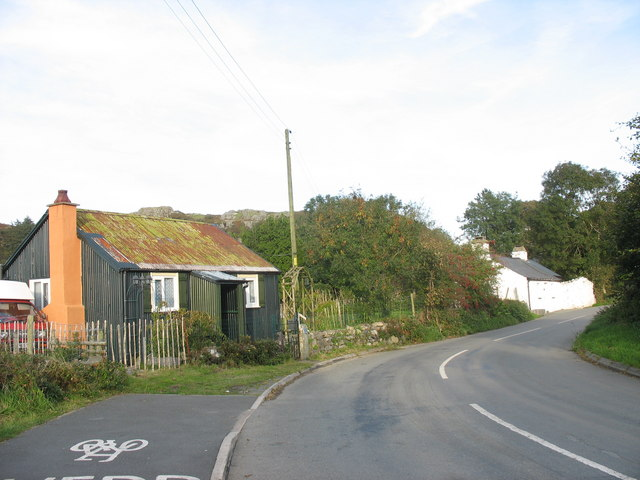
Ortsstraße